# فاروق عجرمه
فاروق عجرمه یا فاروق اجرمه (عربی: فاروق عجرمه؛ زادهٔ ۱ ژانویهٔ ۱۹۳۰ - درگذشتهٔ ٢۵ آوریل ٢٠٢٣) کارگردان و فیلمنامه‌نویس مصری‌الاصل آمریکایی بود..

## فیلمشناسی

### کارگردانی در سینمای ایران
تمام فیلم‌های که توسط وی در ایران کارگردانی شده و محصول مشترک ایران و لبنان بوده عبارتند از:
- بازی عشق (۱۳۳۸ کارگردان و نویسنده)
- بازی شانس (۱۳۴۷ کارگردان)
- خطاکاران (۱۳۴۷ کارگردان و نویسنده)
- طوفان بر فراز پاترا (۱۳۴۷ کارگردان و نویسنده)
- مردی از تهران (۱۳۴۵ کارگردان و نویسنده)